# Institut Roberta Kocha
Institut Roberta Kocha (německy Robert Koch-Institut, zkráceně RKI) je německá ústřední vládní agentura a výzkumný spolkový ústav pro kontrolu a prevenci nemocí se sídlem v Berlíně a Wernigerode, který je podřízen Spolkovému ministerstvu zdravotnictví. Je jedním z nejdůležitějších orgánů pro ochranu veřejného zdraví v Německu. Byl založen v roce 1891 a je pojmenován po svém zakladateli a nositeli Nobelovy ceny Robertu Kochovi.

## Historie
Historie institutu sahá do roku 1891, kdy byl založen jako Královský pruský institut pro infekční nemoci (Königlich Preußisches Institut für Infektionskrankheiten). Do roku 1904 vedl tento ústav profesor Robert Koch. Na jeho počest obdržel institut v roce 1942 svůj současný název.
Po převzetí moci národními socialisty v roce 1933 byli židovští vědci nuceni ústav opustit. Během Třetí říše se ústav podílel na zvěrstvech páchaných ve jménu národního socialismu, například na pokusech s tyfovými vakcínami v koncentračním táboře Buchenwald v roce 1941, při nichž zemřelo 127 z 537 vězňů. Po pádu nacistického režimu čelilo jen několik vědců právním následkům a jejich zločiny byly po zbytek století většinou ignorovány.
V roce 1952 se RKI stal součástí nově založeného Spolkového zdravotního úřadu. Budovy, laboratoře a stáje se rožšířily a modernizovaly. V roce 1969 začal ústav vyrábět vakcínu proti žluté zimnici, která měla v Německu licenci WHO. Výroba pokračovala až do roku 2002. Po sjednocení Německa byly v roce 1990 do RKI začleněny různé úřady NDR, včetně části Ústředního ústavu pro hygienu, mikrobiologii a epidemiologii v Berlíně-Schöneweide a Ústavu pro experimentální epidemiologii ve Wernigerode v regionu Harz, který je dodnes pracovištěm RKI.
V roce 1994 byla Spolková agentura pro zdraví zrušena a RKI se stal samostatnou spolkovou agenturou podřízenou Spolkovému ministerstvu zdravotnictví. Byly k němu připojeny dva ústavy bývalé Spolkové agentury pro zdraví, berlínské AIDS centrum a Ústav pro sociální lékařství a epidemiologii. Institut, který se do té doby zabýval pouze infekčními nemocemi, tak získal další oblast působnosti, neinfekční nemoci a jejich rizikové faktory.
Roku 2001 se RKI stal ústředním místem v Německu pro rozpoznávání a řešení situací ohrožených bioterorismem. Během pandemie covidu-19 poskytoval ústav rozsáhlá hodnocení situace a doporučení. V roce 2020 byl zodpovědný za vývoj aplikací pro sledování kontaktů na chytrých telefonech v rámci reakce německé vlády na covid.

## Činnost
Institut Roberta Kocha se zabývá veřejným zdravím. Mezi jeho hlavní činnosti patří:
- identifikace, dohled a prevence nemocí, zejména infekčních, připravenost na pandemie
- sledování a analýza dlouhodobých trendů v oblasti veřejného zdraví v Německu
- epidemiologické a lékařské analýzy a hodnocení vysoce patogenních a vysoce nakažlivých onemocnění, která mají velký význam pro širokou veřejnost
- poskytování vědeckého základu pro politické rozhodování v oblasti zdraví
- informování a poskytování poradenství politickým činitelům, vědeckému sektoru a široké veřejnosti
- plnění úkolů stanovených zvláštními zákony, zejména pokud jde o ochranu před infekcemi, právní předpisy týkající se výzkumu kmenových buněk a útoků s použitím biologických látek
- federální zdravotnické zpravodajství

Vědci z RKI pravidelně publikují výsledky svých prací ve vědeckých časopisech i ve zprávách vydávaných ústavem, např. ve „Výroční zprávě o epidemiologii infekčních nemocí“, nebo ve zvláštních zprávách o různých onemocněních v Německu (chřipka, tuberkulóza, rakovina). Kromě toho ústav vydává několik vědeckých periodik, např. měsíčník Journal of Health Monitoring, Epidemiologický bulletin a Bundesgesundheitsblatt. Působí zde také různá národní referenční centra a konzultační laboratoře a sídlí zde přibližně 15 vědeckých komisí, například Stálá komise pro očkování (STIKO) a Komise pro nemocniční hygienu a prevenci infekcí (KRINKO).
Pracovníci RKI se podílejí na různých mezinárodních výzkumných projektech a programech a pomáhají řešit naléhavé problémy veřejného zdraví, jako byla například epidemie eboly v západní Africe v roce 2011. Ústav také úzce spolupracuje s mezinárodními partnery, jako je Evropské středisko pro prevenci a kontrolu nemocí (ECDC) a Světová zdravotnická organizace (WHO). Institut hostí dvě referenční laboratoře WHO (dětská obrna a spalničky/rubela) a od roku 2016 je spolupracujícím centrem WHO pro nově se objevující infekce a biologické hrozby.

## Ředitelé RKI
- Robert Koch (1891–1904)
- Georg Gaffky (1904–1913)
- Friedrich Loeffler (1913–1915)
- Fred Neufeld (1915–1933)
- Friedrich Karl Kleine (1933–1934)
- Richard Otto (1934–1935)
- Eugen Gildemeister (1935–1945)
- Otto Lentz (1945–1949)
- Bruno Harms (1949–1952)
- Georg Henneberg (1952–1969)
- Hansjürgen Raettig, Karl-Ernst Gillert, Hans Kröger, Wilhelm Weise (board of directors) (1970–1984)
- Wilhelm Weise (1985–1990)
- Hans Kröger, Joachim Weltz, Hans Hoffmeister (1990–1996)
- Reinhard Kurth (1996–2008)
- Jörg Hacker (2008–2010)
- Reinhard Burger (2010–2015)
- Lothar H. Wieler (2015–2023)
- Lars Schaade (2022–)